# Sobota (stacja kolejowa)
Sobota – dawna wąskotorowa stacja kolejowa w Sobocie, w województwie łódzkim, w Polsce.